# 140-й окремий розвідувальний батальйон (Україна)
140-й окремий розвідувальний батальйон (140 ОРБ, в/ч А0878) — підрозділ військової розвідки Збройних сил України у складі Морської піхоти сформований у 2019 році. Базується у м. Скадовськ Херсонській області 

## Історія
Офіційною датою формування батальйону вважається 1 лютого 2019 року. Батальйон створювався командувачем Морської Піхоти генерал-лейтенантом Содолем Ю.І.
У грудні 2019 року Херсонською обласною радою було прийнято рішення про надання комплексу дитячого табору «Білі Крила», який розміщується на території Скадовської громади, до сфери управління Міністерства оборони.
  Розташування батальйону в безпосередній близькості до окупованих територій АР Крим було обумовлено головним завданням підрозділу, а саме постійне спостереження за діями ворога в повітрі, суші та воді.   
  За час формування підрозділу, паралельно з виконанням бойових завдань в зоні проведення Операції Об’єднаних Сил та на кордоні з тимчасово окупованою територією АР Крим, батальйон приймає активну участь у заходах міжнародного співробітництва, проведення міжнародних навчань, а саме особовий склад батальйону брав участь у міжнародних навчаннях «SEA BREEZE-2021», виконує завдання з охорони та оборони важливих об’єктів.
  В листопаді 2020 року, в складі зведеної групи, батальйон бере участь в Операції Об’єднаних Сил на сході України
  З серпня 2021 року і по теперішній час, батальйон вже в повному складі бере участь в Операції Об’єднаних Сил та війни з російськими окупаційними військами. 
  6 грудня 2022 року 140-й окремим розвідувальним батальйоном отримано Бойовий прапор.
  23 травня 2023 року батальйон відзначений почесною відзнакою «За мужність та відвагу»

## Символіка
2023 року батальйон отримав новий шеврон та девіз: «Тиха пильність, швидкі дії»

## Структура
- розвідувальна рота
- рота безпілотних авіаційних комплексів
- рота радіоелектронної розвідки
- рота вогневої підтримки
- підрозділи забезпечення

## Командування
Старина Олександр Миколайович — майор Збройних сил України

## Втрати

### 2022
- 5 березня 2022, старший лейтенант Гевак Антон Леонідович. Загинув в с. Зачатівка, Волноваський р-н, Донецька область внаслідок кульового поранення у бою з танковою колоною російських окупантів за Маріуполь, перед тим підбив ворожий танк з NLAW[2]
- 17 листопада 2022, матрос Володимир Овчинніков, загинув  в районі селища Діброва на Луганщині
- 24 грудня 2022, парамедик Тимофій «Вжик» Семка, загинув на Лиманському напрямку

### 2023
- 5 грудня 2023 — Галушко Валерій Володимирович. 13.05.2000, м. Цюрупинськ (Олешки). Лейтенант. Похорон відбувся 7 грудня 2023 в Херсоні [3][4].

### 2024
- Лема Василь («Патрік»). 28.02.1990, м. Стрий. Загинув 8 червня 2024 [5]
- 8 жовтня 2024 - Колесник Олександр Вікторович («Калібрі»), 28.06.1997, м. Роздільна Одеської області. Матрос. Загинув при виконанні бойового завдання на Херсонщині[6].
- Баб'юк Василь («Лука»). 1972, с. Мишин. 140 ОРБ. Загинув 8 листопада 2024 на Херсонщині [7]
- Могилевич Сергій Вікторович («Марік»). 26 років, с. Смаржинці, Вінницької області. Старший матрос, 140 ОРБ. Загинув 8 листопада 2024 на Херсонщині [8].
- Бадивський Іван Миколайович («Морпіх»). 1997, с. Люб'язь Камінь-Каширського району. Помер 19 листопада 2024 року від поранень, отриманих при виконанні бойових завдань на території Херсонської області [9][10][11].

## Нагороди та відзнаки
- Орденом Богдана Хмельницького ІІІ ступеня нагороджено 7 чоловік
- Орденом "За Мужність" ІІІ ступеня нагороджено 28 чоловік
- Орденом "За Мужність" ІІ ступеня нагороджено 2 чоловік
- Медаллю "За військову службу Україні" — 25 чоловік
- Медаллю "Захиснику Вітчизни" — 23 чоловіка
- Медаллю "За врятоване життя" — 2 чоловік
- Відзнака "Іменна вогнепальна зброя" — 11 чоловік

#### Нагороджені Орденом "За Мужність" ІІІ ступеня — посмертно
1. Старший лейтенант КОЛОМІЄЦЬ Олег Володимирович
2. Лейтенант МАРТИНЮК Владислав Володимирович
3. Старший лейтенант ГЕВАК Антон Леонідович
4. Матрос ВАВЕЛЮК Володимир Анатолійович
5. Молодший сержант ВІТЮКОВ Андрій Юрійович
6. Старший матрос ДУМАН Юрій Васильович
7. Матрос КОРКОНОС Богдан Васильович
8. Матрос КРИВЕНЬКИЙ Артур Анатолійович
9. Лейтенант ФЕДОРОВИЧ Денис Юрійович
10. Старший матрос ГРИБ Максим Анатолійович
11. Матрос ОВЧИННІКОВ Володимир Генадійович
12. Матрос БАСС Володимир Ілліч
13. Старший лейтенант БРОВКІН Ярослав Олексійович
14. Лейтенант Галушко Валерій Володимирович (5 грудня 2023)
15. Матрос Грищук Сергій Володимирович
16. Сержант ПАВЛЮК Сергій Володимирович
17. Матрос СЛОБОДЕНЮК Вадим Анатолійович
18. Старший матрос Чекмарьов В’ячеслав Володимирович 17 травня 2023